# Pachnessa smetsi
Pachnessa smetsi är en skalbaggsart som beskrevs av Keith 2009. Pachnessa smetsi ingår i släktet Pachnessa och familjen Melolonthidae. Inga underarter finns listade i Catalogue of Life.